# Mount and Blade: With Fire and Sword
Mount and Blade: With Fire and Sword est un jeu vidéo action-RPG développé par Sich Studio et TaleWorlds, sorti en 2010.
Il s'agit d'une extension standalone de Mount and Blade. Le jeu et son scénario sont basés sur le roman Black Hetman d'Alex Trubnikov et de nombreux personnages du jeu sont tirés du roman historique Par le fer et par le feu (With Fire and Sword en anglais) d'Henryk Sienkiewicz. Le jeu se déroule en Europe de l'Est, sur une carte incluant des territoires Russes, Ukrainiens, Suédois, Criméens et Polonais. Le joueur peut rejoindre une des factions suivantes : le tsarat de Russie, la république des Deux Nations, le royaume de Suède, le khanat de Crimée et l'Hetmanat cosaque. Le jeu se déroule au XVIIe siècle après la période connue comme le Temps des troubles en Russie.